# Pac (lutador)
Benjamin Satterley (Newcastle, 22 de agosto de 1986) é um lutador profissional inglês. Ele Ficou conhecido por trabalhar para a WWE onde já lutou no território de desenvolvimento da WWE o NXT sob o nome de Adrian Neville. Atualmente trabalha para a All Elite Wrestling sob o nome de PAC. Atualmente é o atual campeão AEW Trios Championship com Claudio Castangnoli e Wheeler Yuta.  No NXT, ele é já venceu duas vezes o Campeonato de Duplas do NXT, com o seu primeiro reinado sendo o primeiro da história do título (com Oliver Grey), e ele também já conquistou o Campeonato do NXT, com seu reinado de 287 dias. Ele também é o primeiro lutador a ter conquistado o Campeonato do NXT e o Campeonato de Duplas do NXT (feito igualado por Tommaso Ciampa e Johnny Gargano).
Satterley é conhecido por seu estilo "voador", o que lhe rendeu o apelido de "The Man That Gravity Forgot" (O Homem Que a Gravidade Esqueceu). Ele começou sua carreira no nordeste da Inglaterra com uma pequena promoção de wrestling, a Independent Wrestling Federation, e depois de estabelecer-se no Reino Unido com promoções como Real Quality Wrestling e One Pro Wrestling ele começou a lutar no exterior, principalmente na Itália em uma das bases do país Nu Wrestling Evolution, e nos Estados Unidos nas promoções Pro Wrestling Guerrilla (PWG), Ring of Honor (ROH) e Chikara, e também lutou no Japão na Dragon Gate, onde ele ganhou o Open the Brave Gate Championship, o Open the Triangle Gate Championship e o Open the Twin Gate Championship na promoção. Ele é um ex-Campeão Mundial de Duplas da PWG, e vencedor do inaugural Dynamite Duumvirate Tag Team Title Tournament (com Roderick Strong).

## Carreira

### Início de Carreira
Satterly fez sua estreia em 27 de março de 2004, como o PAC na Independent Wrestling Federation, onde ele perdeu para Assassin. Nos dois primeiros anos de sua carreira, foi o principalmente lutador na IWF e 3 Wrestling Count. Ele venceu seu primeiro cinturão em 26 de agosto de 2005, quando ele juntou-se com Harry Pain para derrotar Chris Prime. Perderiam os títulos em fevereiro para o D-Unit. Em 2006, ele começou a lutar por toda a Grã-Bretanha e Europa. De volta a 3 Count Wrestling, ele se tornou 3CW Young Lions Champion em fevereiro e 3CW Heavyweight Champion em maio. Conquistou também em 2006 o wZw Cruiserweight Championship e o FWA Flyweight Championship.

### Circuito Europeu (2006 - 2012)
Depois de ingressar na One Pro Wrestling em maio de 2006, Satterly tornou-se o primeiro Openweight Champion em 26 de novembro, depois de vencer uma battle royal. Ele reteve o título com sucesso em várias ocasiões, antes de perdê-lo para James Wallace em 30 de junho de 2007, em uma luta que começou imediatamente após PAC manter o título em uma Fatal 4-Way. Em 29 de dezembro, PAC não conseguiu recuperar o título depois de perder para o então campeão Darren Burridge.
No final de abril, PAC representou a Internacional Pro Wrestling no prestigiado King of Europe Cup. Ele derrotou Trent Acid na primeira rodada, antes de ser derrotado por Nigel McGuinness nas quartas de final.
Em 2007, Satterly começou a lutar na Itália Nu-Wrestling Evolution sob o ring name Jungle Pac. Como Jungle Pac, Satterly é um nativo da selva, que é enfatizado por seu traje composto por uma tanga ou um lava-lava sobre seus troncos, além de ser anunciado "diretamente da Selva". Em 19 de abril de 2008, Jungle Pac competiu em uma four-way ladder match pelo Cruiserweight Championship, que estava vago, contra Juventud Guerrera, Matt Cross e Super Nova, que foi ganho por Guerrera. Em 26 de outubro, Jungle Pac lutou contra Guerrera e Super Nova em uma three-way match pelo título de Cruiserweight, mas foi incapaz de ganhar o título. Ele lutou contra Guerrera e Nova em mais duas three-way matches pelo título em 01 e 02 de novembro, mas foi novamente incapaz de ganhar o título.

### Pro Wrestling Guerrilla (2006 – 2012)
Em 17 de novembro de 2006, PAC fez sua estréia na Pro Wrestling Guerrilla. Ele competiu contra AJ Styles, mas foi derrotado na primeira noite do All Star Weekend IV. Na noite seguinte, ele enfrentou El Generico em uma partida que foi considerada por todos os presentes uma luta candidata a Luta do Ano. PAC voltaria a PWG em 24 de fevereiro de 2007, derrotando Kevin Steen para obter sua primeira vitória na promoção. Ele enfrentou Generico novamente em 7 de abril, desta vez no evento principal da primeira noite do All Star Weekend V valendo o PWG World Championship. Embora eles tivessem feito mais uma boa luta, na opinião de muitos a primeira ainda sim foi melhor, com El Generico mais uma vez sendo o vencedor. Na noite seguinte, PAC enfrentou a estrela da All Japan Pro Wrestling Kaz Hayashi, onde foi derrotado.
PAC foi originalmente programado para competir em lutas de simples durante o primeiro PWG Dynamite Duumvirate Tag Team Title Tournament em 20 e 21 de maio. No entanto, Roderick Strong era parceiro de Jack Evans, mas Evans havia sido chamado para competir na Dragon Gate no último momento, PAC decidiu preencher o lugar vago. Depois de derrotar Super Dragon e Davey Richards na primeira rodada, Naruki Doi e Masato Yoshino na segunda rodada, e depois os Briscoe Brothers na final, PAC e Strong venceram o torneio e, como resultado, tornaram-se os novos World Tag Team Champions. Em sua primeira defesa do título, PAC e Strong derrotaram The Havana Pitbulls (Ricky Reyes e Rocky Romero) no evento PWG Roger Dorn Night em 10 de junho. Entre 15 julho - 22 julho, PAC participou no maior evento da Dragon Gate do ano, Wrestle JAM, onde ele e El Generico representaram a PWG ao lado dos representantes da Ring Of Honor Austin Aries, Delirious, Jack Evans, Matt Sydal e Jimmy Rave.
Em 29 de julho, PAC e Strong foram programados para defender o seu World Tag Team Championship contra os Briscoe Brothers em uma 2 out of 3 falls match. No entanto, eles foram substituídos por Kevin Steen e El Generico, que acabaram vencendo o World Tag Team Championship.
PAC estava entre os 24 participantes da 2007 Battle of Los Angeles Tournament em Burbank, Califórnia, que decorreu de 31 agosto-2 setembro. Ele derrotou Jack Evans na primeira fase, em seguida, Claudio Castagnoli na segunda rodada, antes de perder para o eventual vencedor do torneio Cima na semi-final.
Depois de quase um ano de ausência da empresa, PAC fez o seu regresso no PWG All Star Weekend VII em 30 de agosto de 2008, onde ele e The Young Bucks derrotaram Kevin Steen, El Generico e Susumu Yokosuka. Na noite seguinte, PAC não foi bem sucedido em sua tentativa de ganhar o World Championship do então campeão Chris Hero. PAC voltou a PWG em 23 de julho de 2011, enfrentando Kevin Steen, mas foi derrotado. Em 29 de janeiro de 2012, no Kurt Russellreunion 3, PAC junto com El Generico e Masato Yoshino derrotaram Akira Tozawa, Kevin Steen and Super Dragon em uma six man tag team match.

### Outras promoções americanas (2007 - 2012)
Em janeiro de 2007, PAC lutou em um tour que a Total Nonstop Action Wrestling realizou em Portugal, juntamente com os lutadores britanicos Spud, Jonny Storm e Jody Fleisch. Logo após a visita, PAC lutou pela Ring Of Honor em dois shows no Liverpool Olympia, em Liverpool, Inglaterra, nos dias 3 e 4 de março. Na primeira noite, ele perdeu para Roderick Strong em uma luta pelo FIP World Heavyweight Championship. No segundo, ele foi derrotado por Matt Sydal.
Em 22 de abril, ele estreou na Chikara em seu show Rey De Voladores em uma four-way elimination match contra Chuck Taylor, Ricochet e Retail Dragon, que foi vencido por Taylor. Em agosto, PAC voltou a Chikara na semana International Invaders. Na primeira noite, ele foi derrotado por Ricochet. Na noite seguinte, ele foi derrotado por Claudio Castagnoli. Em 23 de agosto, ele participou do oitavo Ballpark Brawl, onde perdeu uma six-way elimination match que contou com Sterling James Keenan, Trent Acid, El Generico, Xtremo e John McChesney, que foi ganho por Keenan. No dia seguinte, ele voltou a ROH, onde foi derrotado por Bryan Danielson. No ROH Manhattan Mayhem, ele perdeu para Davey Richards.
Em 17 de novembro de 2009, PAC estreou na American Wrestling Rampage durante sua turnê European Invasion, e perdeu para Dunkan Disorderly em uma three-way match envolvendo também Shawn Maxer pelo No Limits Championship. Dois dias depois, ele lutou contra Disorderly em uma luta válida pelo cinturão, mas foi derrotado. Depois de derrotar Disorderly em tag team matchs ao longo dos próximos dois dias, PAC e Maxer lutaram contra Disorderly pelo título em outra three-way match em 22 de novembro, mas foram novamente derrotados. Após vitórias sobre El Generico, PAC finalmente conquistou o título depois de derrotar El Generico e novo campeão Michael Knight em 29 de novembro. Após reter o título contra Generico em 4 e 6 de dezembro, PAC perdeu o título para Dunkan Disorderly em 8 de dezembro. No dia seguinte, PAC e Generico derrotaram Disorderly e Shawn Maxer em uma tag team match.
Em 5 de julho de 2010, PAC fez sua estréia na Dragon Gate USA, lutando em uma partida onde ele e BxB Hulk foram derrotados por Yamato e Shingo. No gravações do dia seguinte do pay-per-view Uprising, PAC e Naruki Doi derrotaram Jigsaw e Mike Quackenbush. Em 20 de dezembro de 2010, a Dragon Gate USA anuncipu que havia assinado com PAC um contrato que faria dele um membro regular da promoção. Em 30 de janeiro de 2011, PAC e Masato Yoshino derrotaram Chuck Taylor e Johnny Gargano, para tornarem-se os primeiros Open the United Gate Champions. Em 11 de setembro, PAC e Yoshino perderam o Open the United Gate Championship para os Open the Twin Gate Champions, Cima e Ricochet, em uma title vs. title match.

### Dragon Gate (2007 – 2012)

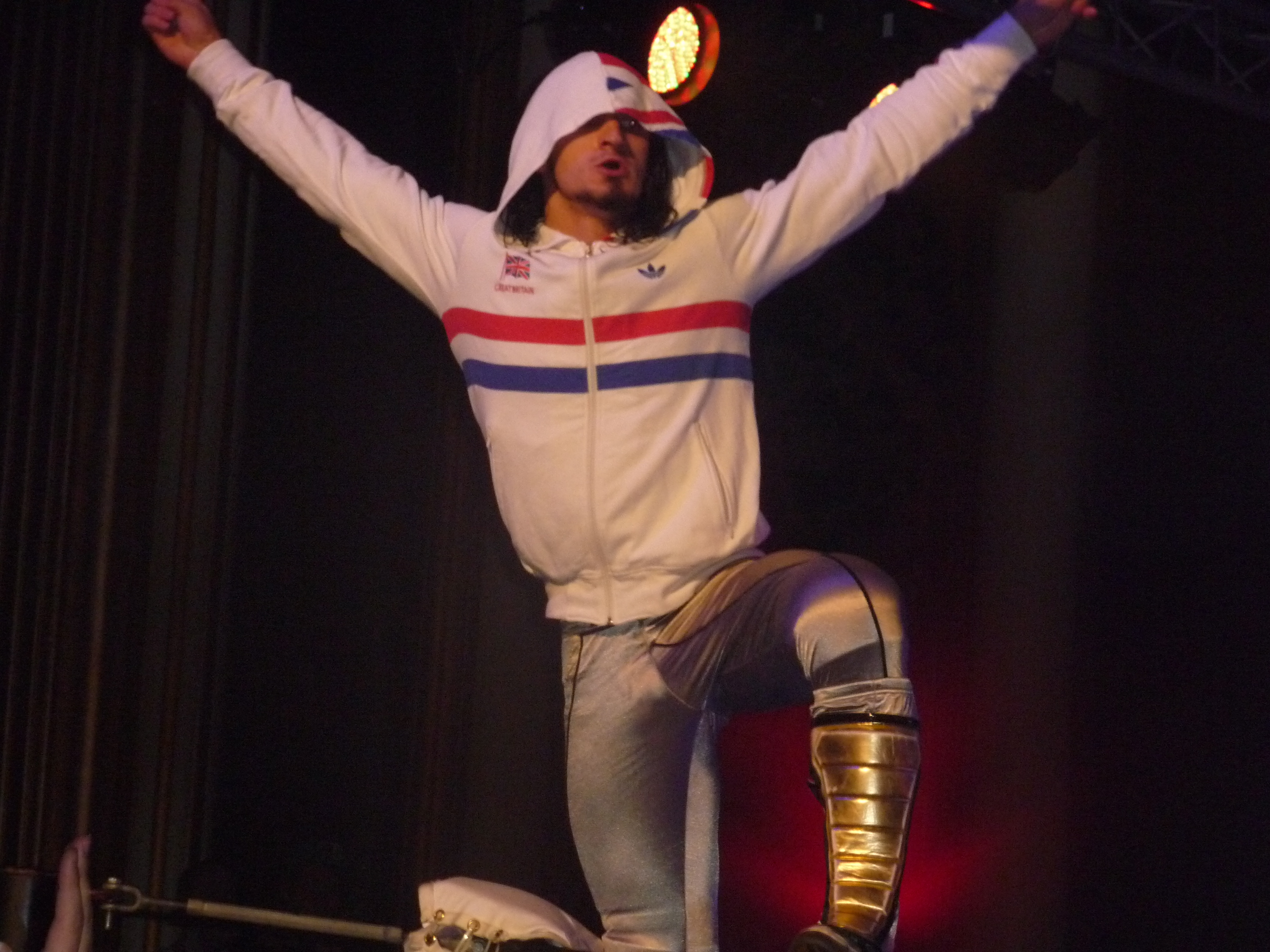
PAC posando durante uma aparição de Dragon Gate em 2009

Pouco depois de participar do torneio Battle of Los Angeles, PAC foi convidado pela Dragon Gate para participar da turnê Dragon Storm 2007, que ocorreu em 8 de setembro. A turnê foi a última de Matt Sydal, que havia assinado um contrato de desenvolvimento com a World Wrestling Entertainment, e em 14 de setembro PAC foi convidado para ser seu substituto na stable Typhoon. Em 15 de setembro, PAC derrotou Dragon Kid em luta válida pelo westside Xtreme wrestling World Lightweight Championship. Em 25 de abril de 2008, PAC foi derrotado por Gamma na primeira rodada do torneio pelo Open The Brave Gate Championship. Em 31 de maio, PAC e Dragon Kid lutaram contra seus companheiros de Typhoon Ryo Saito e Susumu Yokosuka pelo Open the Twin Gate Championship, mas foram incapazes de vencer. Em 27 de julho, PAC, Dragon Kid e Anthony W. Mori representaram a Typhoon em uma four-way match pelo Open the Triangle Gate Championship, mas foram derrotados por Gamma, Yamato e Yasushi Kanda.
Após a Typhoon se desfazer em 2008, PAC juntou-se a WORLD-1 em 2009. Em 22 de março de 2009, PAC, BxB Hulk e Naoki Tanisaki representaram a World-1 em uma luta que foram derrotados pelos Open the Triangle Gate Champions Kamikaze (Dragon Kid, Shingo Takagi e Taku Iwasa), em uma three-way match, envolvendo também a Real Hazard (Keni'chiro Arai, Yamato e Yasushi Kanda). World-1 novamente lutaram pelo título em 24 de maio, mas foram derrotados pelos novos campeões Warriors-5 (Cima, Gamma e Kagetora). Em 7 de junho, World-1 finalmente ganhou o Open the Triangle Gate Championship após derrotar os Warriors-5. World-1 fez sua primeira defesa de título bem sucedida em 19 de julho, onde derrotaram Kamikaze (Akira Tozawa, Dragon Kid e Taku Iwasa).  Em 8 de agosto, a World-1 sofreu sua primeira derrota desde que venceu os cinturões, após ser derrotado pelos Warriors-5 em uma luta que não valia o título. Oito dias depois, a WORLD-1 manteve o título contra Akebono, Don Fujii e Masaaki Mochizuki. Em 14 de outubro, a World-1 perdeu o Open The Triangle Gate para Akebono, Fujii e Mochizuki em uma revanche.

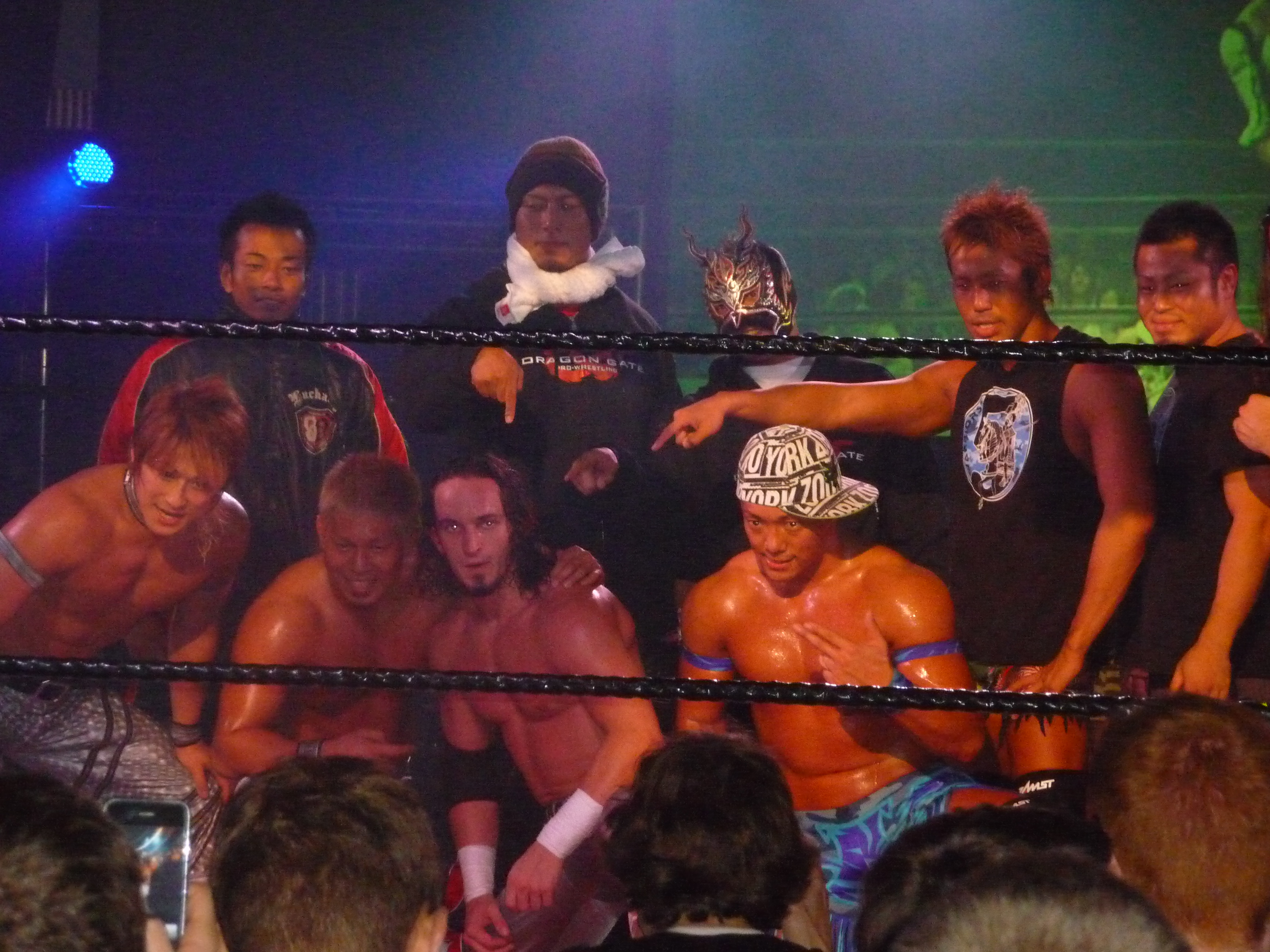
PAC (parte inferior central) posando com vários lutadores da Dragon Gate.

Em 7 de fevereiro de 2010, PAC perdeu para K-ness em uma luta pelo Open the Brave Gate Championship. Em 29 de agosto de 2010, PAC derrotou Susumu Yokosuka na final do torneio pelo Open the Brave Gate Championship que estava vago, e consequentemente venceu o título pela primeira vez. Em 14 de abril de 2011, PAC, BxB Hulk e Susumu Yokosuka não conseguiram vencer o Open the Triangle Gate Championship dos Blood Warriors (Cima, Dragon Kid e Ricochet) e, como resultado, a World-1 foi forçada a se dissolver. Em 24 de abril os ex-membros da World-1, PAC, Hulk, Yokosuka e Yoshino formaram uma nova stable com Masaaki Mochizuki para lutar contra os Blood Warriors. Em 8 de junho, o novo grupo foi chamado de Junction Three, em referência ao fato de ser uma união entre os antigos membros do World-1, KAMIKAZE e do Veteran Army. Em 19 de junho, PAC e Dragon Kid derrotaram os membros dos Blood Warriors Ryo Saito e Genki Horiguchi, e venceram o Open the Twin Gate Championship. Perderiam o título para os representantes dos Blood Warriors Cima e Ricochet em 17 de julho. Em 19 de novembro, PAC perdeu o Open the Brave Gate Championship para Ricochet, terminando o seu reinado de 447 dias. Em 9 de fevereiro de 2012, a Junction Three foi forçada a se dissolver, depois de perder uma fourteen man elimination tag team match para os Blood Warriors. Em 4 de março, PAC recebeu a chance de lutar pelo maior título da Dragon Gate, Open the Dream Gate Championship, mas foi derrotado pelo atual campeão, Cima. Em 25 de março de 2012,  PAC se juntou com Masato Yoshino, Naruki Doi, Ricochet, e Rich Swann e formou a World-1 International. Em 6 de maio de 2012, PAC, ao lado dos membros da World-1 Internacional Masato Yoshino e Naruki Doi derrotaram Genki Horiguchi H.A.Gee.Mee!, Jimmy Kanda, e Ryo "Jimmy" Saito no PPV 2012 Dead or Alive para tornarem-se os 34th Open the Triangle Gate Champions. Em 22 de julho, PAC fez sua última aparição na Dragon Gate, durante o qual ele, Yoshino e Doi defenderam com sucesso o Open the Triangle Gate Championship em uma three-way match.

### New Japan Pro Wrestling (2012)
Em 27 de maio de 2012, PAC fez sua estréia na New Japan Pro Wrestling, quando entrou no torneio 2012 Best of the Super Juniors, derrotando Jushin Liger em sua primeira luta. Quando a primeira fase do torneio terminou em 09 de junho, PAC terminou com cinco vitórias em oito lutas, vencendo seu grupo e se classificando para as semifinais do torneio. No dia seguinte, PAC foi eliminado do torneio nas semifinais por Ryusuke Taguchi.

### World Wrestling Entertainment/WWE

#### NXT Wrestling (2012 - 2015)
Em julho de 2012, foi relatado que Satterly tinha assinado um contrato com a WWE. Ele foi enviado ao território de desenvolvimento, a NXT Wrestling, e Satterly fez sua estréia na televisão usando o ring name Adrian Neville em 16 janeiro de 2013, onde derrotou Sakamoto.
Neville juntou-se com seu colega inglês Oliver Grey e juntos venceram um torneio que inauguraria os primeiros Campeões de Duplas do NXT ao derrotar The Wyatt Family (Luke Harper e Erick Rowan) nas finais para se tornarem os campeões em 13 de fevereiro no episódio do NXT gravado em 31 de janeiro. Neville e Grey já haviam derrotado a 3MB (Heath Slater e Drew McIntyre) na primeira rodada, e Kassius Ohno e Leo Kruger nas semi-finais. Com Grey fora por uma lesão causada pela The Wyatt Family ("kayfabe"), Neville escolheu Bo Dallas como seu novo parceiro em abril. Em 24 de abril no episódio do NXT, Neville perdeu para Antonio Cesaro em um desafio pelo WWE United States Championship do mesmo. Em 8 de maio no episódio do NXT (gravado em 2 de maio), Neville e Dallas falharam em sua primeira defesa do título de duplas perdendo para a Wyatt Family.
Em 29 de maio no episódio do NXT, Neville competiu em uma battle royal que determinaria o desafiante número um ao NXT Championship, eliminando Mason Ryan e Bray Wyatt, para se tornar um dos finalistas, mas seu ex-parceiro de dupla Bo Dallas o eliminou para vencer a luta. Mais tarde, Dallas venceu sua luta pelo título e se tornou o Campeão do NXT. Neville continuou sua rivalidade com a Wyatt Family após perder para eles em uma luta tag team de seis homens duas vezes, sendo a primeira fazendo time com Corey Graves e Kassius Ohno, e a segunda fazendo time com Graves e William Regal. Em 20 de junho, Neville conquistou o Campeonato de Duplas do NXT com Corey Graves, derrotando os campeões The Wyatt Family. No episódio do NXT e 6 de agosto, Neville enfrentou Dean Ambrose pelo seu United States Championship, com Ambrose defendendo seu título após os outros membros do The Shield causarem uma desqualificação. Graves e Neville perderam o título para The Ascension em setembro. Após isso, os dois rivalizaram por um tempo após não conseguirem conquistar o título de volta.
Neville se tornou desafiante ao NXT Championship em 27 de novembro no episódio do NXT após derrotar Sami Zayn, depois dos dois conseguirem o desafio Beat the Clock. Neville enfrentou seu ex-parceiro de dupla Bo Dallas pelo título no episódio seguinte do NXT e venceu por contagem, o que fez o título continuar com Bo Dallas. Dois episódios depois, Neville enfrentou Dallas de novo pelo título em uma luta lumberjack, mas perdeu após um dos "lumberjacks" Tyler Breeze interferir. Neville se tornou novamente o desafiante ao título de Dallas após o mesmo falhar em derrotar Neville no desafio beat-the-clock em 22 de janeiro no episódio do NXT. No NXT Arrival, Neville conquistou o NXT Championship de Bo Dallas em uma ladder match. Uma revanche foi marcada para o dia 20 março no episódio do NXT, onde Neville venceu mais uma vez e defendeu seu título com sucesso após debutar seu novo movimento de finalização Imploding 450 splash.
A primeira rivalidade de Neville como campeão começou após uma luta sem o título em jogo contra Brodus Clay, onde Neville venceu por contagem. A rivalidade acabou com Neville vencendo uma luta sem desqualificações contra Clay para defender com sucesso seu NXT Championship. No NXT TakeOver, Neville defendeu com sucesso seu NXT Championship contra Tyson Kidd. Duas semanas depois, Neville conseguiu outra vitória sobre Kidd depois Natalya proibir Tyson de usar uma cadeira.Em 31 de julho no episódio do NXT, ele defendeu com sucesso seu título contra Tyler Breeze por desqualificação após Tyson Kidd atacar Neville depois do último ter aplicado um superkick em Kidd. Em 8 de setembro, Neville fez sua primeira aparição no Raw como parte do roster do NXT para promover o NXT TakeOver: Fatal 4-Way. Ele fez parceria com Sami Zayn para derrotar Tyson Kidd e Tyler Breeze. Em 11 de setembro no NXT TakeOver: Fatal 4-Way, Neville defendeu com sucesso seu NXT Championship contra Sami Zayn, Tyler Breeze e Tyson Kidd em uma luta fatal four-way. Um mês depois em 11 de dezembro, no NXT TakeOver: R Evolution, Neville perdeu seu NXT Championship para Zayn, e terminou seu reinado depois de 287 dias. Após a luta, Zayn ofereceu um aperto de mão, Neville chutou a mão do mesmo e logo após abraçou Zayn em respeito. Na semana seguinte em 18 de dezembro no episódio do NXT, Neville enfrentou Kevin Owens, mas a luta terminou em dupla contagem. Após a luta, Owens aplicou seu powerbomb em Neville na beirada do ringue. Neville recebeu uma revanche em 15 de janeiro no episódio do NXT, mas falhou em reconquistar o título. Neville então competiu em um torneio que determinaria o novo desafiante ao NXT Championship, derrotando Tyson Kidd nas quartas de finais em 28 de janeiro e Baron Corbin nas semifinais em 4 de fevereiro, mas perdeu na final para Finn Bálor no NXT TakeOver: Rival.

#### The Man That Gravity Forgot (2015–2018)

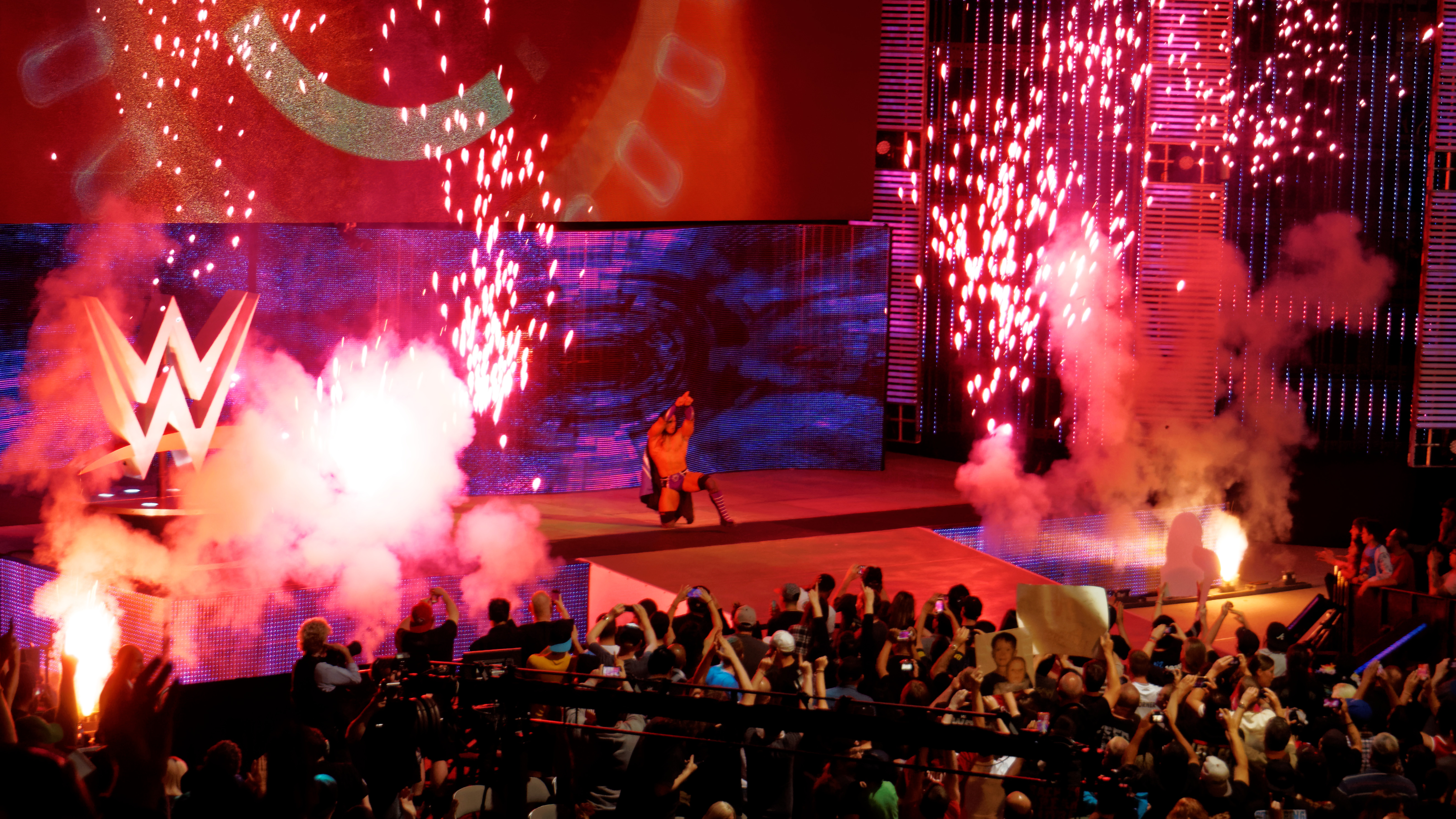
Neville fazendo sua entrada em março de 2015.

Em 30 de março no episódio do Raw, Neville fez sua estréia no plantel principal da WWE como um mocinho, tendo seu ring name encurtado para Neville, derrotando Curtis Axel. Na semana seguinte no Raw, ele enfrentou o Campeão Mundial dos Pesos-Pesados da WWE Seth Rollins onde perdeu após uma interferência dos J&J Security (Jamie Noble e Joey Mercury). Neville fez sua estréia em um pay-per-view no pré-show do Extreme Rules, onde ele derrotou Bad News Barrett. Em 27 de abril no episódio do Raw, Neville derrotou Luke Harper na primeira rodada do torneio King of the Ring. Ele derrotou Sheamus na noite seguinte no WWE Network nas semifinais, e avançou para as finais, onde ele foi derrotado por Bad News Barrett. Em 11 de maio no episódio do Raw, Neville atendeu ao desafio aberto de John Cena pelo seu WWE United States Championship, que ele venceu por desqualificação após Rusev interferir. Neville continuou sua rivalidade com Barrett no Payback, onde Neville venceu por contagem. Na noite seguinte no Raw, Neville foi derrotado por Barrett para terminar sua rivalidade com o mesmo. Após a luta, Neville foi atacado pelo seu antigo rival Bo Dallas. No Elimination Chamber, Neville venceu Bo Dallas. Na mesma noite, a WWE anunciou Neville como um dos participantes da Money in the Bank ladder match no Money in the Bank. Em 8 de junho no episódio do Raw, Neville aceitou o desafio de Kevin Owens pelo seu NXT Championship, mas falhou em conquistar o título. No The Beast in the East, Neville foi derrotado por Chris Jericho. Em 3 de agosto, Neville respondeu ao desafio aberto de Seth Rollins pelo WWE World Heavyweight Championship, onde quase ganhou o título quando o árbitro contou até a três após um Red Arrow; no entanto, Neville, inadvertidamente, colocou o pé de Rollins na corda, e a luta continuou, com Neville posteriormente sendo derrotado depois de sofrer um Pedigree. 
AEW (2019 - presente)
Depois de alguns problemas na WWE por ameaçar sair caso o mesmo não saísse do 205 Live , a WWE o manteve parado até o último dia de seu contrato, que expirou em 2019. Agora renomeado de Pac fez algumas aparições na Dragon Gate até que depois foi anunciado seu contrato com a All Elite Wrestling no dia 21 de maio de 2019, enfrentando Hangman Page, onde saiu derrotado

## No wrestling
- Movimentos de finalização
  - Como (Adrian) Neville

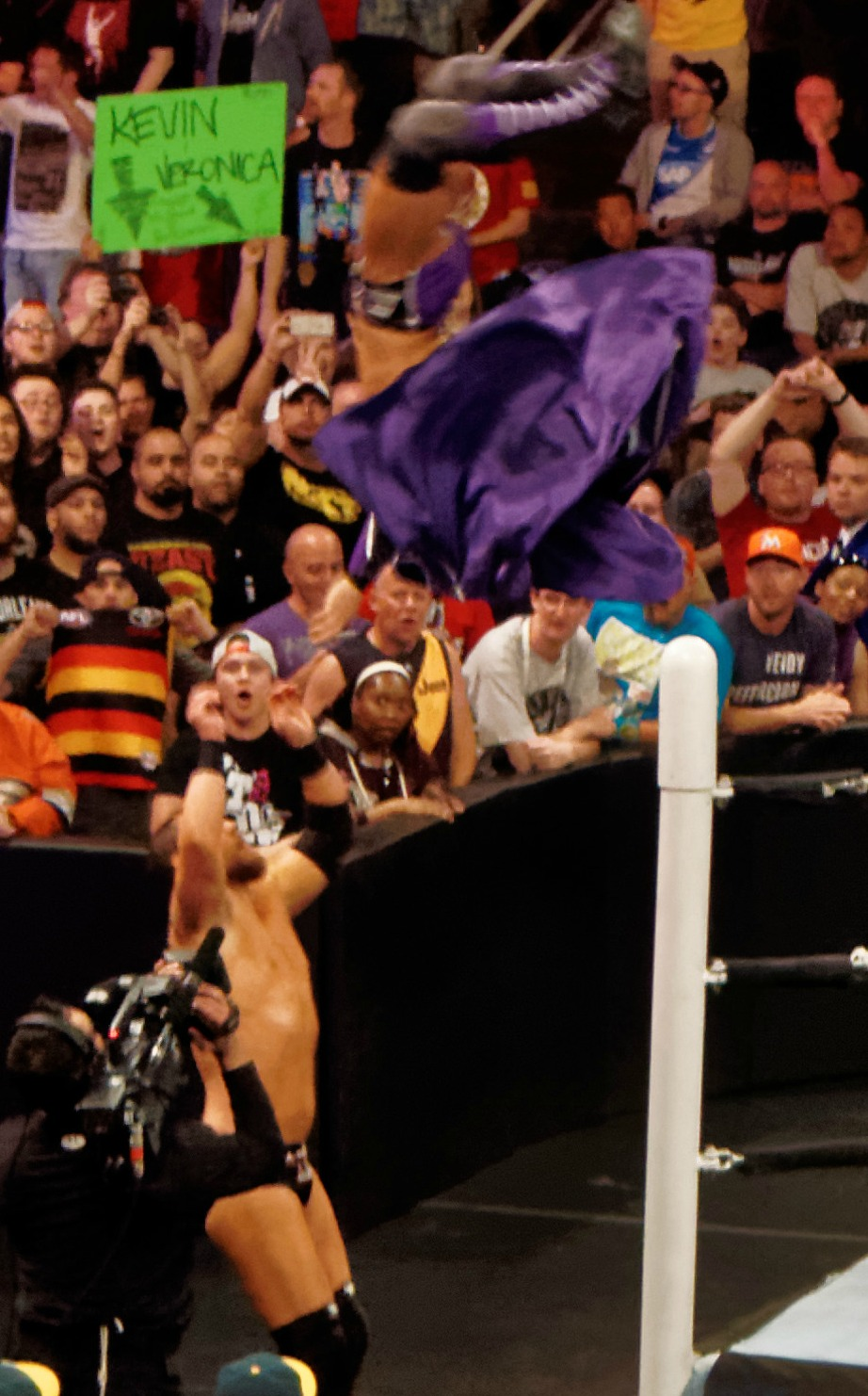
Neville executando um Springboard moonsault em Curtis Axel

    - Rings of Saturn (Combinação Crossface / scissored armbar) – 2017–2018
    - Imploding 450° splash[73] – 2014; usado como movimento secundário
    - Red Arrow (Corkscrew shooting star press)[74][75]

  - Como PAC/Jungle PAC
    - 630° senton,[1] às vezes, durante a execução de um corkscrew[1]
    - Bridging German suplex[76][77]
    - Corkscrew 450° splash, às vezes da segunda corda[3]
    - Corkscrew shooting star press[1]
    - Imploding 450° splash[78][79]
    - Shooting star senton[80]
    - The Brutalizer (nome de Rings of Saturn como PAC) 2018-presente
- Movimentos secundários
  - 450° splash,[1] às vezes, durante a execução de um springboarding[77]
  - Dragonrana[81]
  - Handspring backflip num tornado DDT[1][82]
  - Múltiplas variações de Frankensteiner
    - Standing[1]
    - Standing reverse[1][83]
    - Super[1]
    - Super reverse[1]

  - Múltiplas variações de kick
    - Dropsault[1]
    - Enzuigiri[76][77]
    - Spin[77]
    - Super[77]

  - Múltiplas variações de shooting star
    - British Airways[84] (Standing corkscrew splash)[3]
    - Corkscrew plancha[82]
    - Knee drop[85]
    - Standing splash[1][83]

  - Múltiplas variações de suplex
    - German,[77] às vezes da corda superior[83]
    - Northern Lights[83]
    - Snap[77][83]
    - Tiger[1]

  - Moonsault
  - Pop-up em qualquer cutter[83] ou um sitout powerbomb[83]
  - Slingshot cutter[76]
  - Springboard moonsault[86]
  - Standing moonsault,[1] às vezes, durante a execução de um corkscrew[81] ou durante a execução de um senton[1]
  - Suicide dive[76]
- Alcunhas
  - "Dragon Gate Ultra Birdman"[87]
  - "The Man That Gravity Forgot"[1]
  - "The (self-proclaimed) King of the Cruiserweights"[88]
  - "The New Sensation"[89]
  - "The Red Arrow"
  - "The Bastard" - AEW
- Temas de entrada
  - "Evolution: Enter the New World" por Fear, e Loathing in Las Vegas (Dragon Gate/NJPW)
  - "Faceless" por Left With Tomorrow (NXT; 2013)
  - "Flash Burn" por Daniel Holter e Kyle White (NXT; 2014)
  - "Break Orbit" por CFO$ (NXT/WWE; 2014–2016)[90]
  - "Break Orbit (Remix)" por CFO$ (WWE; 3 de janeiro de 2017–2018)

## Títulos e prêmios
- One Pro Wrestling

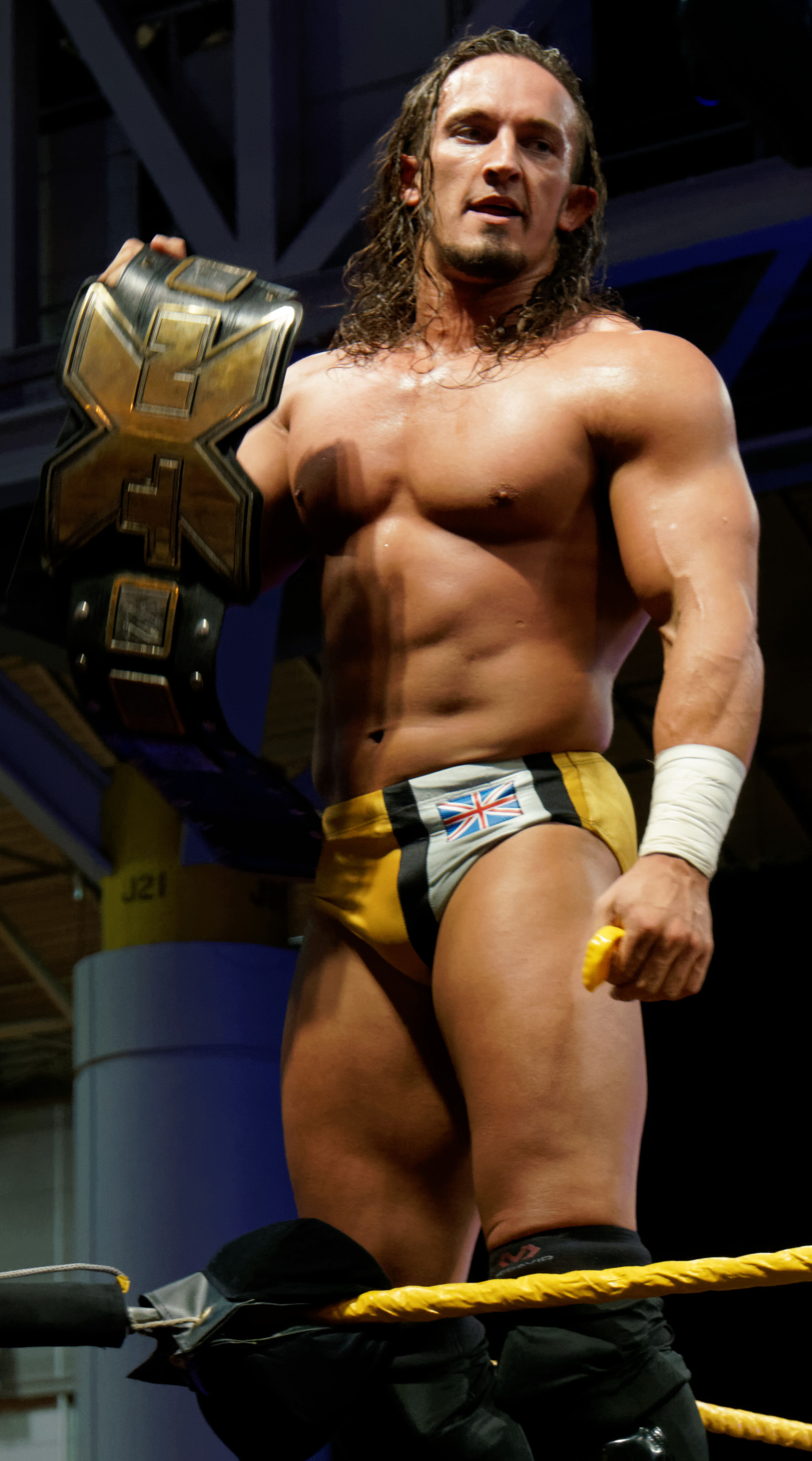
Neville como Campeão do NXT

  - 1PW Openweight Championship (1 vez)[91][92]
- 3 Count Wrestling
  - 3CW Heavyweight Championship (1 vez)[93]
  - 3CW North East Championship (1 vez)[93]
- American Wrestling Rampage
  - AWR No Limits Championship (1 vez)[93]
- Dragon Gate
  - Open the Brave Gate Championship (1 vez)[27]
  - Open the Triangle Gate Championship (3 vezes) – com Masato Yoshino e BxB Hulk (1), Naoki Tanisaki e Naruki Doi (1), Masato Yoshino e Naruki Doi (1)[94]
  - Open the Twin Gate Championship (1 vez) – com Dragon Kid
- Dragon Gate USA
  - Dragon Gate USA Open the United Gate Championship (1 vez) – com Masato Yoshino[24]
- Frontier Wrestling Alliance
  - FWA Flyweight Championship (1 vez)[95]
- Independent Wrestling Federation
  - IWF Tag Team Championship (1 vez) – com Harry Pain[93]
- Pro Wrestling Guerrilla
  - PWG World Tag Team Championship (1 vez) – com Roderick Strong[96]
  - Dynamite Duumvirate Tag Team Title Tournament (2007) – com Roderick Strong[14][15]
- Pro Wrestling Illustrated
  - PWI o colocou na #89ª posição dos 500 melhores lutadores individuais em 2012[97]
- SoCal Uncensored
  - Luta do Ano (2006) vs. El Generico, 18 de novembro, Pro Wrestling Guerrilla[98]
- westside Xtreme wrestling
  - wXw World Lightweight Championship (2 vezes)[99][100]
- Wrestle Zone Wrestling
  - wZw Zero-G Championship (1 vez)[101]
- WWE
  - WWE Cruiserweight Championship (2 vezes)[102]
  - Slammy Award pela Revelação do Ano (2015)
- WWE NXT
  - NXT Championship (1 vez)
  - NXT Tag Team Championship (2 vezes) - com Oliver Grey[103] (1) e Corey Graves[104] (1)